# SN 2008el
SN 2008el – supernowa typu II-P odkryta 30 lipca 2008 roku w galaktyce PGC0070567. W momencie odkrycia miała maksymalną jasność 19,30m.